# Tetrastichus poincarei
Tetrastichus poincarei är en stekelart som beskrevs av Girault 1913. Tetrastichus poincarei ingår i släktet Tetrastichus och familjen finglanssteklar. Inga underarter finns listade i Catalogue of Life.